# Frances Hugle
Frances Sarnat Hugle, född 13 augusti 1927, död 24 maj 1968, var en amerikansk vetenskapsman, ingenjör och uppfinnare som bidrog till förståelsen av halvledare, integrerade kretsar, och de unika elektriska principer av mikroskopiska material. Hon har också uppfunnit metoder, processer och utrustning för praktisk (hög volym) tillverkning av mikroskopiska kretsar, integrerade kretsar och mikroprocessorer fortfarande används idag.
1962, Hugle var med och grundade Siliconix, en av Silicon Valley's första halvledare hus. Hon är den enda kvinnan som är inkluderad i "Semiconductor Family Tree."

## Uppväxt och utbildning
Frances Betty Sarnat (Sarnatzky) i Chicago i Illinois, dotter till Nathan Sarnat (Sarnatzky) och Lylian Steinfeld. Sarnats gymnasium var Hyde Park High School på Chicagos south side, under sin tid där deltog hon i många av skolans naturvetenskapsklubbar, bland annat kemi-, fysik- och biologiklubbar. Under våren 1944, strax före sin examen, blev hon utvald till att representera Hyde Park High i Chicagos matematik tävling, som hon vann.
Efter sin gymnasieexamen, blev Sarnats antagen till University of Chicago. 1946, vid arton års ålder, erhöll hon en Bachelor of Philosophy.Det var under sin studietid som hon gifte sig med en av sina studiekamrater, William B. Hugle, 1947.De skulle senare starta flera fou-företag tillsammans.
1957 tog hon en ytterligare examen vid, University of Chicago denna gång en kandidatexamen i kemi som baserades på hennes arbete under kurser hon utfört mellan 1944 och 1947. Hugles masterstudier i kristallografi, inklusive studier av diffraktionstekniker för röntgen, tog plats vid Polytechnic Institute i Brooklyn i Brooklyn i New York.[källa behövs]
1960 fick hon en Master of Science-examen från University of Cincinnati.
Hugle blev också tilldelad en hedersdoktorstitel vid ett Kanadensiskt universitet. Under mitten av 1960-talet, undervisade hon vid Santa Clara University.[källa behövs]

## Karriär
Hugle startade sitt första forskningsföretag, Hyco Labs, i mitten av 1940-talet och hade titeln Chef för Forskning. På Hyco Labs, hon började hon med forskningen och utvecklingen av material, processer och specialiserad utrustning som skulle bli grunden för en stor del av sitt framtida arbete. Efter de gifte sig, grundade paret Hugles Stuart Laboratories, Inc.Frances arbetade på Stuart Laboratories från oktober 1949 fram till februari 1951. De har fyra barn, Margaret, Cheryl, David och Linda.
I mars 1951, började hon arbeta för Standard Electronics Research Corp., där hon fick klartecken för "hemligt" arbete. Hon arbetade kvar på Standard Electronics Research Corp fram till augusti 1952,[källa behövs] och fick kort därefter anställning vid Baldwin Piano Bolaget, som hade som ambition att använda transistorer i deras elektroniska organ och kan ha varit intresserade av "militär och industriell elektronik". 1959, började både Hugle och hennes man arbeta på Westinghouse Company i Pittsburgh. 1960, på begäran av Westinghouse, flyttade paret till södra Kalifornien för att starta upp ett astro-elektronik laboratorium.
I slutet av 1961, Hugles flyttat igen, till Laurelwood Indelning i Santa Clara, San Francisco Bay Area, där Hugles grundade Siliconix 1962.Hon utvecklade Siliconix första produkter och blev dess första Chef för Forskning och chefsingenjör.
Efter att ha lämnat Siliconix 1964, utvecklade Hugle produkter för två till företag vars verksamhet var halvledare. Hon grundade dessa företag tillsammans med sin make, företagen var Stewart Warner Microcircuits, där hon än en gång innehöll titeln chef för forskning och som chefs ingenjör,och Hugle Industries.

## Uppfinningar och patent
Hugle tilldelades minst sjutton patent, varav vissa tilldelades postumt. Bland dessa återfinns, hennes uppfinning av tape automated bonding(TAB) (en teknik som först togs i kommersiellt bruk av General Electric), Hugle var även den första personen att patentera flex-baserade förpackningar. Hon har även identifierats som en pionjär i början av flip-chip - teknik. Hennes patent inkluderar:
- Hugle, Frances B. & William B. Hugle, "Semi-Conductive Films and Method of Producing Them", US 3226271, publicerad March 29, 1956, utfärdad December 28, 1965
- Hugle, F. B., "Isolation Techniques for Integrated Circuits", US 3481801, publicerad October 10, 1966, utfärdad December 2, 1969. Detta patent ingår i Chip Collection som är utställt av Smithsonian National Museum of American History.[20]
- Hugle, Frances B., "Method of Manufacturing Improved MIS Transistor Arrays", US 3574007, publicerad 19 July 1967